# Vladimír Špidla
Vladimír Špidla (Praga, Txecoslovàquia 1951) és un polític txec que fou Primer Ministre de la República Txeca entre 2002 i 2004 i Comissari Europeu de Treball, Assumptes Socials i Igualtat d'Oportunitats en la Comissió Barroso I.

## Biografia
Va néixer el 21 d'abril de 1951 a la ciutat de Praga. Va estudiar història a la Universitat de Praga, universitat en la qual es va doctorar l'any 1976.

## Activitat política
La seva activitat política va iniciar-se després de la Revolució de Vellut, moment en el qual va decidir unir-se al refundat Partit Socialdemòcrata Txec (ČSSD). El seu ascens dins el partit fou ràpid, sent escollit membre del Presidium del partit l'any 1992, vicepresident del mateix el 1997, i finalment líder del partit el 2001.
El 1996 fou escollit diputat del Parlament, esdevenint el juliol de 1998 Ministre de Treball i Assumptes Socials en el govern del Primer Ministre Miloš Zeman, càrrec que ocupà fins al juliol de 2002. Després de les eleccions generals de juliol de 2002 fou escollit Primer Ministre en una coalició del seu partit amb la Unió Cristiana i Democràtica, la Unió Lliure i la Unió Democràtica. Durant el seu càrrec de Primer Ministre també va exercir, de forma interina, el càrrec de President del país entre febrer i març de 2003. Després del fracàs del seu partit en les eleccions europees de 2004, en les quals el seu partit tan sols va aconseguir dos eurodiputats dels 24 possibles, dimití del seu càrrec de Primer Ministre així com de líder del seu partit el juliol de 2004.
El novembre d'aquell any acceptà esdevenir membre de la Comissió Barroso en representació del seu país, sent nomenat Comissari Europeu de Treball, Assumptes Socials i Igualtat d'Oportunitats, càrrec que deixà el 2010 després de la renovació de la comissió.